# Наруто (Токусіма)

На́руто (яп. 鳴門市, なるとし, МФА: [naɾuto ɕi̥]?) — місто в Японії, в префектурі Токусіма. Розташоване в північно-східній частині префектури, на південно-східному березі Внутрішнього Японського моря.   Виникло на основі містечка раннього нового часу. Отримало статус міста 1947 року. Площа становить 135,46 км². Станом на 1 серпня 2012 року населення складало 60 663  осіб, густота населення — 448 осіб/км².  Основою економіки є сільське господарство і фармацевтична промисловість.   

## Географія
Наруто розташований на сході острова Сікоку, на південно-східному березі Внутрішнього Японського моря. Північна частина міста омивається Харімським морем, а східна — водами протоки Наруто. До складу Наруто входять прибережні острови Оґе, Така та Сімада. Центральною частина міста протікає річка Муя.
Через Наруто проходить японська залізниця JR, 11-а та 28-а державні автомагістралі. Після будівництва мосту Онаруто в 1985 році місто сполучилося із сусіднім островом Авадзі, а після спорудження Великого мосту Акаші між Авадзі та островом Хонсю в 1998 році, з'єдналося дорогою із віддаленим містом Кобе. З 2002 року між Наруто та сусіднім Такамацу діє швидкісна автострада.

## Історія
Історичним центром Наруто є місцевість Муя. В 8 — 11 століттях вона відігравала роль транспортної зв'язки між столичним регіоном Кінай та провінцією Ава. 1588 року землі цієї провінції дісталися самурайському роду Хачісука, який звів в містечку Муя замок Окадзакі. Протягом періоду Едо, це містечко виросло у великий промисловий центр, який займався виробництвом солі, фарбників та ліків.
15 березня 1947 року, шляхом об'єднання містечок Наруто, Муя, Сето та одного села Сатоура, утворилося місто Мейнан, яке за два місяці було перейменовано на Наруто. Згодом до складу міста увійшли сусідні села Оцу (1955), Кіта-Нада (1956) та містечко Оаса (1967).

## Економіка
Основою господарства Наруто є сільське господарство і фармацевтична промисловість. Головними сільськогосподарськими культурами є такуан, батат, редька, лотос, груша. В районі протоки Наруто розвинене рибальство та вирощування молюсків. В прибережних районах міста прибутковою галуззю є туризм. Тут розташовані музей моста Онаруто та міжнародний музей кераміки Оцука, головне синтоїстське святилище провінції Ава — Святилище Оасахіко, буддистські паломницькі центри — монастирі Рьодзендзі та Ґокуракудзі.
Під час Першої світової війни на території Наруто знаходився концентраційний табір для німецьких полонених. На його базі був відкритий Музей німецької культури.